# Березичі
Бере́зичі — село в Україні, у Любешівській селищній громаді Камінь-Каширського району Волинської області.
Населення становить 798 осіб.

## Географія
Селом протікає річка Стохід. Біля села знаходиться гідрологічний заказник місцевого значення Березичівський.

## Історія
До 30 листопада 2017 року — адміністративний центр Березичівської сільської ради Любешівського району Волинської області.

## Населення
Згідно з переписом УРСР 1989 року чисельність наявного населення села становила 846 осіб, з яких 423 чоловіки та 423 жінки.
За переписом населення України 2001 року в селі мешкало 730 осіб.

### Мова
Розподіл населення за рідною мовою за даними перепису 2001 року:
| Мова       | Відсоток |
| ---------- | -------- |
| українська | 99,37 %  |
| російська  | 0,63 %   |

## Відомі люди
- Вітовщик Галина Дмитрівна — заслужений вчитель України.